# Nældecelledyr
Nældecelledyr (Cnidaria) eller Polypdyr er en gruppe af relativt enkle flercellede dyr der lever i vandet og hovedsagelig i havet.
Rækken Cnidaria (Nældecelledyr eller Polypdyr) forgrener sig således:
- Klasse Anthozoa (Koraldyr)
- Medusozoa
- Klasse Scyphozoa (Store gopler)
  - Underklasse Scyphomedusae
    - Orden Coronatae
    - Semaeostomeae
      - familie Cyaniidae
        - slægt Cyanea
          - art: capillata (rød brandmand)
          - lamarckii (blå brandmand)

      - familie Pelagiidae
      - Ulmaridae
        - slægt Aurelia
          - art: aurita (vandmand)

    - Orden Rhizostomeae
    - Stauromedusae
- Klasse Cubozoa (bl.a. havhveps)
  -     - Orden Cubomedusae
- Klasse Hydrozoa (Små gopler)
  - Underklasse Campanularidae
    - Orden Laomedea
    - Obelia
    - Hydrioda
      - familie Hydridae
        - slægt Hydra (små polypper der lever i ferskvand)

    - Orden Sertulariidae
      - familie Dynamena
- Klasse Polypodiozoa
- ?-Endocnidozoa